# Episodi di Buddies
La prima ed unica stagione della serie televisiva Buddies è andata in onda negli USA dal 5 marzo 1996 al 3 aprile dello stesso anno. Sono stati trasmessi solamente i primi 5 episodi, mentre i primi 10 episodi sono stati pubblicati in DVD. Le 3 puntate finali sono invece tuttora inedita in America, seppur siano state doppiate e trasmesse regolarmente in Italia su Rai 1.
| nº | Titolo originale               | Titolo italiano | Prima TV USA  | Prima TV Italia |
| -- | ------------------------------ | --------------- | ------------- | --------------- |
| 1  | Pilot                          |                 | 5 marzo 1996  |                 |
| 2  | A Room with a Pyew             |                 | 13 marzo 1996 |                 |
| 3  | Regarding Henry                |                 | 20 marzo 1996 |                 |
| 4  | Famous Last Words              |                 | 27 marzo 1996 |                 |
| 5  | Marry Me... Sort Of            |                 | 3 aprile 1996 |                 |
| 6  | Lights, Camera... Yuck!        |                 | DVD           |                 |
| 7  | Pet Peeves                     |                 | DVD           |                 |
| 8  | The Content of Their Character |                 | DVD           |                 |
| 9  | There Goes the Groom           |                 | DVD           |                 |
| 10 | The PSA Story                  |                 | DVD           |                 |
| 11 | John, I've Been Thinking       |                 |               |                 |
| 12 | Engagement Hell                |                 |               |                 |
| 13 | Whack and Blight               |                 |               |                 |